# Hieracium hoidalicum
Hieracium hoidalicum là một loài thực vật có hoa trong họ Cúc. Loài này được (Omang) Omang mô tả khoa học đầu tiên.